# Финале УЕФА Лиге шампиона 1999.
Финале Европског купа 1999. је била фудбалска утакмица између Манчестер јунајтеда из Енглеске и Бајерн Минхена из Немачке. Утакмица је одиграна на стадиону Камп ноу у Барселони, Шпанија, 26. маја 1999. године, како би се одредио победник УЕФА Лиге шампиона 1998–99. Голови у надокнади времена које су постигли Теди Шерингам из Манчестер јунајтеда и Оле Гунар Солскјер поништили су рани погодак Марија Баслера за Бајерн и донео победу Манчестер јунајтеду резултатом 2:1 и прву титулу у Купу Европе од 1968. године, другу укупно. Судија Пјерлуиђи Колина навео је овај меч као један од најупечатљивијих у својој каријери, а буку публике на крају утакмице описао је као „лављу рику“.
Две екипе су играле једна са другом раније у такмичењу, пошто су обе извучене у Групи Д у групној фази. Бајерн је освојио групу, док се Манчестер јунајтед квалификовао у нокаут фазу као један од два најбоља другопласирана у свих шест група. Након што је у четвртфиналу победио Интер из Милана, Манчестер јунајтед је победио другу италијанску екипу, Јувентус, у полуфиналу и стигао до финала. У међувремену, Бајерн је победио Немце. екипу 1. ФК Кајзерслаутерн у четвртфиналу, пре него што је у полуфиналу савладао украјински Динамо Кијев. Победом је завршена троструко освојена сезона за Манчестер јунајтед, који је већ обезбедио титуле у Премијер лиги и ФА купа у претходних 10 дана. Бајерн је такође играо за трофеј, пошто је освојио Бундеслигу и стигао до финала ДФБ-Покала, иако је изгубио и тај меч од Вердера из Бремена на пенале.

## Пут до финала
| Манчестер јунајтед     | Манчестер јунајтед     | Манчестер јунајтед     | Манчестер јунајтед     | Коло                     | Бајерн Минхен      | Бајерн Минхен    | Бајерн Минхен    | Бајерн Минхен    |
| ---------------------- | ---------------------- | ---------------------- | ---------------------- | ------------------------ | ------------------ | ---------------- | ---------------- | ---------------- |
| Противник              | Збир                   | Прва ут.               | Друга ут.              | Групна фаза              | Противник          | Збир             | Прва ут.         | Друга ут.        |
| Лођ                    | 2–0                    | [2–0 (д)               | 0–0 (г)                | Друго коло квалификација | Обилић             | 5–1              | 4–0 (д)          | 1–1 (г)          |
| Противник              | Резултат               | Резултат               | Резултат               | Групна фаза              | Противник          | Резултат         | Резултат         | Резултат         |
| Барселона              | 3–3 (д)                | 3–3 (д)                | 3–3 (д)                | Прво коло                | Брендби            | 1–2 (г)          | 1–2 (г)          | 1–2 (г)          |
| Бајерн Минхен          | 2–2 (г)                | 2–2 (г)                | 2–2 (г)                | Друго коло               | Манчестер јунајтед | 2–2 (д)          | 2–2 (д)          | 2–2 (д)          |
| Брендби                | 6–2 (г)                | 6–2 (г)                | 6–2 (г)                | Треће коло               | Барселона          | 1–0 (д)          | 1–0 (д)          | 1–0 (д)          |
| Брендби                | 5–0 (д)                | 5–0 (д)                | 5–0 (д)                | Четврто коло             | Барселона          | 2–1 (г)          | 2–1 (г)          | 2–1 (г)          |
| Барселона              | 3–3 (г)                | 3–3 (г)                | 3–3 (г)                | Пето коло                | Брендби            | 2–0 (д)          | 2–0 (д)          | 2–0 (д)          |
| Бајерн Минхен          | 1–1 (д)                | 1–1 (д)                | 1–1 (д)                | Шесто коло               | Манчестер јунајтед | 1–1 (г)          | 1–1 (г)          | 1–1 (г)          |
| Група Д другопласирани | Група Д другопласирани | Група Д другопласирани | Група Д другопласирани | Коначни поредак          | Група Д победник   | Група Д победник | Група Д победник | Група Д победник |
| Противник              | Збир                   | Прва ут.               | Друга ут.              | Нокаут фаза              | Противник          | Збир             | Прва ут.         | Друга ут.        |
| Интер Милано           | 3–1                    | 2–0 (д)                | 1–1 (г)                | Четвртфинале             | Кајзерслаутерн     | 6–0              | 2–0 (д)          | 4–0 (г)          |
| Јувентус               | 4–3                    | 1–1 (д)                | 3–2 (г)                | Полуфинале               | Динамо Кијев       | 4–3              | 3–3 (г)          | 1–0 (д)          |

## Утакмица

### Прво полувреме
У шестој минути утакмице, Џонсен је фаулирао нападача Бајерна Јанкера тик испред шеснаестерца, а Баслер је извео ниски слободан ударац око зида Јунајтеда и постигао први гол, пошто је Шмајхел ухваћен без реакције. Иако су сада били голом мање, Јунајтед је почео да доминира поседом, али није успео да створи ниједну чисту шансу. Одбрана Бајерна је остала јака и добро организована, као што је Кол открио када су три одбрамбена играча брзо затворила његов покушај из близине. Како је Бајерн почео да изгледа све опасније у контранападу него што су то чинили њихови противници у поседу, Јанкер је у више наврата тестирао одбрану Јунајтеда са бројним паметним трчањима, од којих су неке биле означене офсајдом.
Кол се још једном нашао у шанси у петерцу Бајерна, али је голман Кан пожурио ван свог гола да избије лопту на сигурно. На другом крају, Баслер је дошао близу са још једним слободним ударцем пре него што је Зиклер упутио ударац тик поред ивице шеснаестерца. Како се полувреме ближило, крило Јунајтеда Гигс је, играјући ван позиције на десној страни, послао слаб ударац главом ка Кану са центаршута Коула, али је то било најближе голу у првом полувремену.

### Друго полувреме
Немачки тим је почео друго полувреме у позитивнијем расположењу, а Јанкер је натерао Шмајхела да се доброи испружи већ у првом минуту након поновног старта. Баслер се показао као најопаснији играч Бајерна, прво је шутирао са 30 метара ка голу, а затим је погодио Бабелу, који је потпуно промашио лопту. Јунајтед је организовао напад када је, после здравог периода у поседу, Гигс прешао ка Бломквисту, који је само после очајничког натезања могао да закуца лопту преко пречке. Још једна шанса за Баслера је подстакла Фергусона да доведе Шерингема за Бломквиста, што је резултирало повратком на уобичајену формацију Гигса на левој страни (почевши десно), при чему је Бекам прешао са неуобичајене централне на своју познатију позицију десног везног реда. Јорк се још више вратио на позицију централног везног реда. Хицфелд је узвратио сопственом заменом, доводећи Мехмета Шола, који је одмах наместио лопту Ефенбергу за шут из даљине, али лопта је отишла замало поред гола. Шмајхел је задржао своју страну у игри када је у 75. минуту одбранио још један Еффенбергов ударац преко пречке. Шол је затим замало постигао погодак из слободног ударца од 20 јарди након што је Баслер натрчао, али се лопта одбила од стативе и у Шмајхелов загрљај. С обзиром да се игра наизглед удаљила од енглеске стране, Фергусон је увео Солскјера да замени Кола на 10 минута до краја. Солскјер је одмах натеро противничког голмана Кана да спашава његов опасан ударац главом, то је било најближе што је Јунајтед успео на целој утакмици. Минут касније, Бајерн је пропустио шансу да обезбеди трофеј, када је Јанкер ударцем главом пуцао преко пречке. Како се утакмица увлачила у последњих пет минута, Јунајтедове две замене су приморале Кана на још одбрана, прво је одбранио ударац Шерингема, а затим још један ударац овог пута главом Солскјера.

##### Продужетак
Јунајтед је извео корнер када је Ефенберг одбио центаршут Герија Невила преко гол-линије Бајерна баш када је четврти судија показао три минута надокнаде. Пошто је остало тако мало времена за изједначење, Шмајхел је кренуо у шеснаестерац Бајерна. Бекам је извео корнер мало изнад Шмајхелове главе, Јорк је вратио лопту у гужву, а након што Финк није успео да довољно очисти, лопта је стигла до Гигса на ивици терена. Његов ударац десном ногом био је слаб и слабо погођен, али је отишао право до Шерингема, који је десном ногом извео ударац ка голу и сместио лопту у доњи угао мреже. Погодак је мерен на 36 секунди продужетка. Изгледало је као да је Јунајтед, пошто је заостајао већи део меча, изнудио продужетке.
Мање од 30 секунди након ударца, Јунајтед је изнудио још један корнер када је Куфур одбио центаршут Солскјера преко гол-линије Бајерна, али је Шмајхел овога пута остао у свом казненом простору, по инструкцији Фергусона. Бекам је поново извео корнер, пронашао је Шерингема, који је пребацио лопту поред гола. Лопта је пролазила порад Солскјера који је најбрже реаговао, испружио ногу и забио лопту у гол Бајерна да би Јунајтед повео са само 43 секунде од три минута надокнаде. Солскјер је славио клизећи на коленима, опонашајући Баслерово раније славље, пре него што су га играчи, замене и тренерско особље Јунајтеда брзо покрили у слављу. Шмајхел је, у свом шеснаестерцу, радосно трчао.
Утакмица је поново почела, али многи играчи Бајерна су били преплављени очајем, практично неспособни да наставе. Били су запањени што су изгубили утакмицу за коју су мислили да су добили само неколико минута раније. Навијачи Бајерна су већ запалили неколико слављеничких бакљи неколико тренутака пре него што је Јунајтед изједначио, а траке у клупским бојама већ су биле обезбеђене за сам трофеј у припреми за церемонију представљања. Јунајтед је задржао своје вођство и забележио своју другу титулу Европског купа,  Куфоур је након утакмице био у сузама, ударајући по поду у очајању, а Јанкер се срушио од муке. а на последњем звиждуку, судија Колине је описао овације навијача као „лавље рикање“. Матхаус је био капитен Бајерна у финалу Купа Европе 1987. и изгубио је у сличним околностима када је Порто постигао два касна гола. Замењен је на 10 минута до краја, са наизглед обезбеђеном победом.

### Детаљи
| Манчестер јунајтед            | 2–1      | Бајерн Минхен |
| ----------------------------- | -------- | ------------- |
| Шерингам 90+1’ · Солшер 90+3’ | Извештај | Баслер 6’     |

| Манчестер јунајтед | Бајерн Минхен |

| GK               | 1  | Петер Шмејхел (c)   |  |     |
| RB               | 2  | Гари Невил          |  |     |
| CB               | 5  | Рони Јонсен         |  |     |
| CB               | 6  | Јап Стам            |  |     |
| LB               | 3  | Денис Ервин         |  |     |
| RM               | 11 | Рајан Гигс          |  |     |
| CM               | 7  | Дејвид Бекхем       |  |     |
| CM               | 8  | Ники Бат            |  |     |
| LM               | 15 | Јеспер Бломквист    |  | 67’ |
| CF               | 19 | Двајт Јорк          |  |     |
| CF               | 9  | Енди Кол            |  | 81’ |
| Резервни играчи: |    |                     |  |     |
| GK               | 17 | Рејмонд ван дер Гоу |  |     |
| DF               | 4  | Дејвид Меј          |  |     |
| DF               | 12 | Фил Невил           |  |     |
| DF               | 30 | Вес Браун           |  |     |
| MF               | 34 | Џонатан Грининг     |  |     |
| FW               | 10 | Теди Шерингем       |  | 67’ |
| FW               | 20 | Оле Гунар Солшер    |  | 81’ |
| Менаџер:         |    |                     |  |     |
| Алекс Фергусон   |    |                     |  |     |

| GK               | 1  | Оливер Кан (c)    |     |     |
| SW               | 10 | Лотар Матеус      |     | 80’ |
| RB               | 2  | Маркус Бабел      |     |     |
| CB               | 25 | Томас Линке       |     |     |
| CB               | 4  | Самуел Куфур      |     |     |
| LB               | 18 | Михаел Тарнат     |     |     |
| CM               | 11 | Стефан Ефенберг   | 60’ |     |
| CM               | 16 | Јенс Јеремис      |     |     |
| RF               | 14 | Марио Баслер      |     | 87’ |
| CF               | 19 | Карстен Јанкер    |     |     |
| LF               | 21 | Александер Циклер |     | 71’ |
| Резервни играчи: |    |                   |     |     |
| GK               | 22 | Бернд Дрехер      |     |     |
| DF               | 5  | Томас Хелмер      |     |     |
| MF               | 7  | Мехмет Шол        |     | 71’ |
| MF               | 8  | Томас Штрунц      |     |     |
| MF               | 17 | Торстен Финк      |     | 80’ |
| MF               | 20 | Хасан Салихамиџић |     | 87’ |
| FW               | 24 | Али Даеј          |     |     |
| Менаџер:         |    |                   |     |     |
| Отмар Хицфилд    |    |                   |     |     |

| Помоћне судије: Ђенаро Мацеи (Италија) Клаудио Пуљизи (Италија) Четврти судија:' Фјоренцо Треоси (Италија) | Правила утакмице - Игра се 90 минута. - Игра се додатних 30 минута до постигнутог златног гола, ако је потребно. - Извођење једанаестераца ако су резултати и даље једнаки. - Мора да има седам именованих заменика. - Могу да се изврше највише три замене. |

### Статистика
| Статистика        | Манчестер јунајтед | Бајерн Минхен |
| ----------------- | ------------------ | ------------- |
| Постигнути голови | 0                  | 1             |
| Шутеви            | 6                  | 7             |
| Шутеви на гол     | 4                  | 2             |
| Посед лопте       | 55%                | 45%           |
| Корнери           | 6                  | 1             |
| Фаулови           | 5                  | 6             |
| Офсајд            | 4                  | 5             |
| Жути картони      | 0                  | 0             |
| Црвени картони    | 0                  | 0             |

| Статистика        | Манчестер јунајтед | Бајерн Минхен |
| ----------------- | ------------------ | ------------- |
| Постигнути голови | 2                  | 0             |
| Шутеви            | 9                  | 8             |
| Шутеви на гол     | 5                  | 5             |
| Посед лопте       | 51%                | 49%           |
| Корнери           | 6                  | 6             |
| Фаулови           | 6                  | 4             |
| Офсајди           | 2                  | 3             |
| Жути картони      | 0                  | 1             |
| Црвени картони    | 0                  | 0             |

| Статистика        | Манчестер јунајтед | Бајерн Минхен |
| ----------------- | ------------------ | ------------- |
| Постигнути голови | 2                  | 1             |
| Шутеви            | 15                 | 15            |
| Шутеви на гол     | 9                  | 7             |
| Посед лопте       | 53%                | 47%           |
| Корнери           | 12                 | 7             |
| Фаулови           | 11                 | 10            |
| Офсајди           | 6                  | 8             |
| Жути картони      | 0                  | 1             |
| Црвени картони    | 0                  | 0             |